# Romeo i Julia (fantazja orkiestrowa)

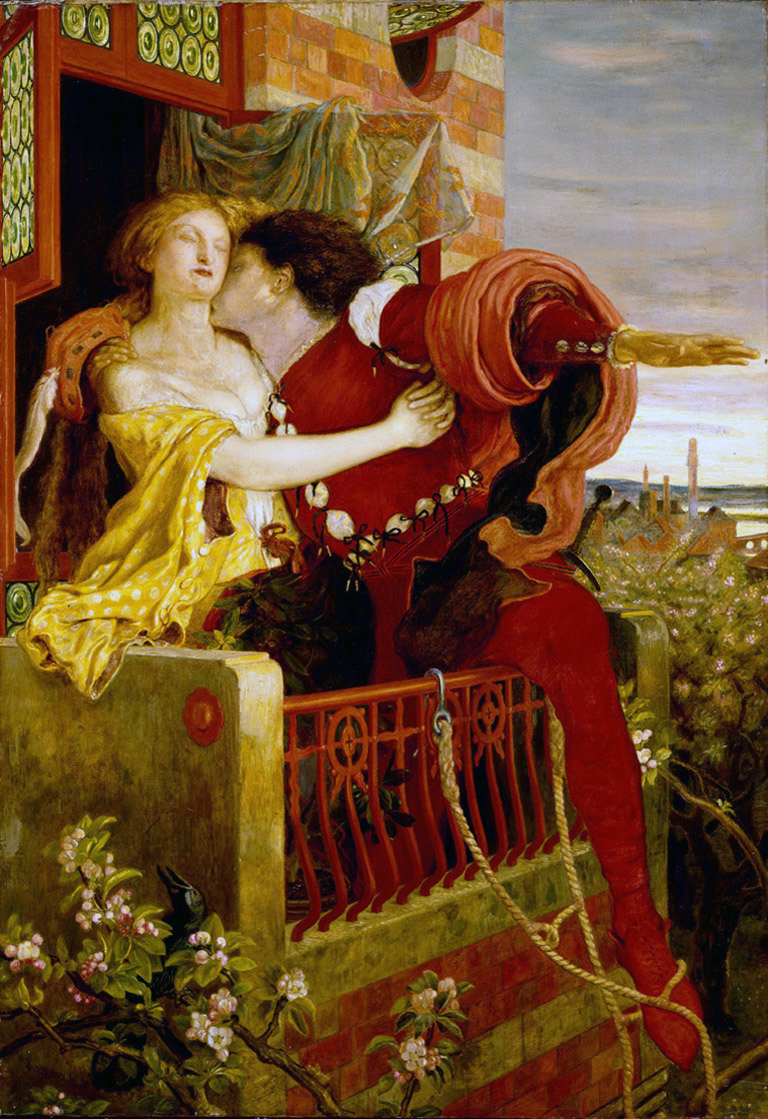
Ford Madox Brown Romeo i Julia, olej na płótnie (1869–1870)

Romeo i Julia – utwór na orkiestrę skomponowany przez Piotra Czajkowskiego, na motywach William Szekspirowskiej dramatu o tym samym tytule. 
Utwór jest stylizowany na fantazję orkiestrową, reprezentującą typ programowości ilustracyjnej . W symfonicznej twórczości programowej Czajkowskiego, utwór ten wyróżnia się siłą ekspresji, klarowną organizacją formy i barwnością brzmienia .
Podobnie jak inni kompozytorzy, tacy jak Hector Berlioz i Siergiej Prokofjew, Czajkowski był głęboko zainspirowany twórczością Szekspira. Ale pomysł napisania fantazji w oparciu o tragedię Romeo i Julia podsunął mu Bałakiriew . W przeciwieństwie do innych dużych kompozycji Piotra Czajkowskiego, utwór ten nie jest opusowany.